# Crossfade
Crossfade é uma banda de Metal Alternativo originária de Columbia, Carolina do Sul.

## História
O grupo iniciou-se em 1999 com o cantor/guitarrista Ed Sloan, o cantor/baixista Mitch James, e o baterista Brian Geiger, como trio da banda The Nothing, posteriormente sendo alterado para Crossfade em 2002. Mais tarde juntou-se ao grupo o vocalista e DJ Tony Byroads. Crossfade atraiu o interesse da Companhia de Los Angeles, Califórnia Taxi, que ultimamente liderara a contratação de uma gravação com a divisão Earshot da Columbia Records. Eles lançaram seu primeiro álbum em 13 de Abril de 2004 e seu álbum seguinte, Falling Away lançado em 29 de Agosto de 2006 com a Columbia. Eles foram desconectados da gravadora em Setembro de 2008 e em 2009 não tinham gravadora.
Em 2009, eles trabalham em seu terceiro álbum que foi lançado em 2011.

## Integrantes
Atuais
- Ed Sloan - Vocal,Guitarra (1999-atualmente)
- Mitch James — Baixo, Vocal (1999-atualmente)
- James Branham — Bateria (2005-atualmente)
- Les Hall - Guitarra (2006-atualmente)

Antigos
- Brian Geiger — Bateria (1999-2004)
- Tony Byroads - DJ, Eletrónicos, Vocal (1999-2005)

## Discografia

### Álbuns
- Crossfade (2004)
- Falling Away (2006)
- We All Bleed (2011)

### Singles
- "Cold" (2004)
- "So Far Away" (2005)
- "Colors" (2005)
- "Invincible" (2005)
- "Drown You Out" (2006)
- "Already Gone" (2007)
- "Killing Me Inside" (2010)